# Requiem i Anledning af Kung Karl Johans död

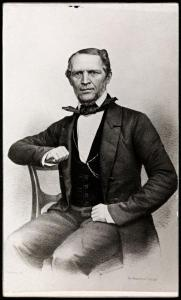
Friedrich August Reissiger (1884)

Requiem i Anledning af Kung Karl Johans död av Friedrich August Reissiger för kör och orkester komponerades i samband med kung Karl Johans död 18 mars 1844.

## Framföranden med kompositören som dirigent
Verket uppfördes första gången lördagen före Palmsöndagen 30 mars 1844 i det katolska kapellet vid Storgaten i Oslo. Efter det framfördes det som en del av Reissigers avskedskonsert från Christiania Theater 1850. Kompositören som då flyttat till Halden, dirigerade verket en sista gång i sin nya hemstad 1867.

## Senare framföranden
Reissigers requiem framfördes senare vid ett par tillfällen i Göteborg. Det framfördes under ledning av stadens katolske organist som hade gjort en avskrift av verket.
Requiem framfördes också vid den trogna katolska änkedrottningen Josefinas död 1876. Det ska också ha framförts 1878, då kongregationen mindes Påven Pius IX efter hans död i februari samma år.
Originalpartituret finns inte längre kvar, men avskriften som blev till i Göteborg återfanns på 1970-talet. Detta ledde till nya framföranden av verket i Göteborg och i Immanuels kirke i Halden hösten 1982.
Cæciliaforeningen framförde verket i Frogner kirke i Oslo 7 november 2010, det var första gången i Oslo sedan 1850. Ett nytt partitur och orkesternoter hade nedskrivits av dirigenten Steffen Kammler till detta framförandet.
Verket framfördes för första gången i Tyskland 24 augusti 2013 i kompositörens födelsestad Bad Belzig i Brandenburg.  Verket framfördes av Cæciliaforeningen under ledning av Steffen Kammler.

## Inspelning
Verket spelades in i Jar kirke, Bærum, 12 och 13 maj 2012 och gavs ut 24 november 2012. Medverkande var Cæciliaforeningen, Åshild Skiri Refsdal, sopran, Signe Sannem Lund, mezzosopran, Henrik Engelsviken, tenor, Trond Gudevold, bass, Oslofjord Kammerfilharmoni, med Stig Nilsson som konsertmästare och dirigent Steffen Kammler. Produktionen stod Åsgeir Grong Musikkproduksjon för.